# Sophie Hedwig von Braunschweig-Wolfenbüttel

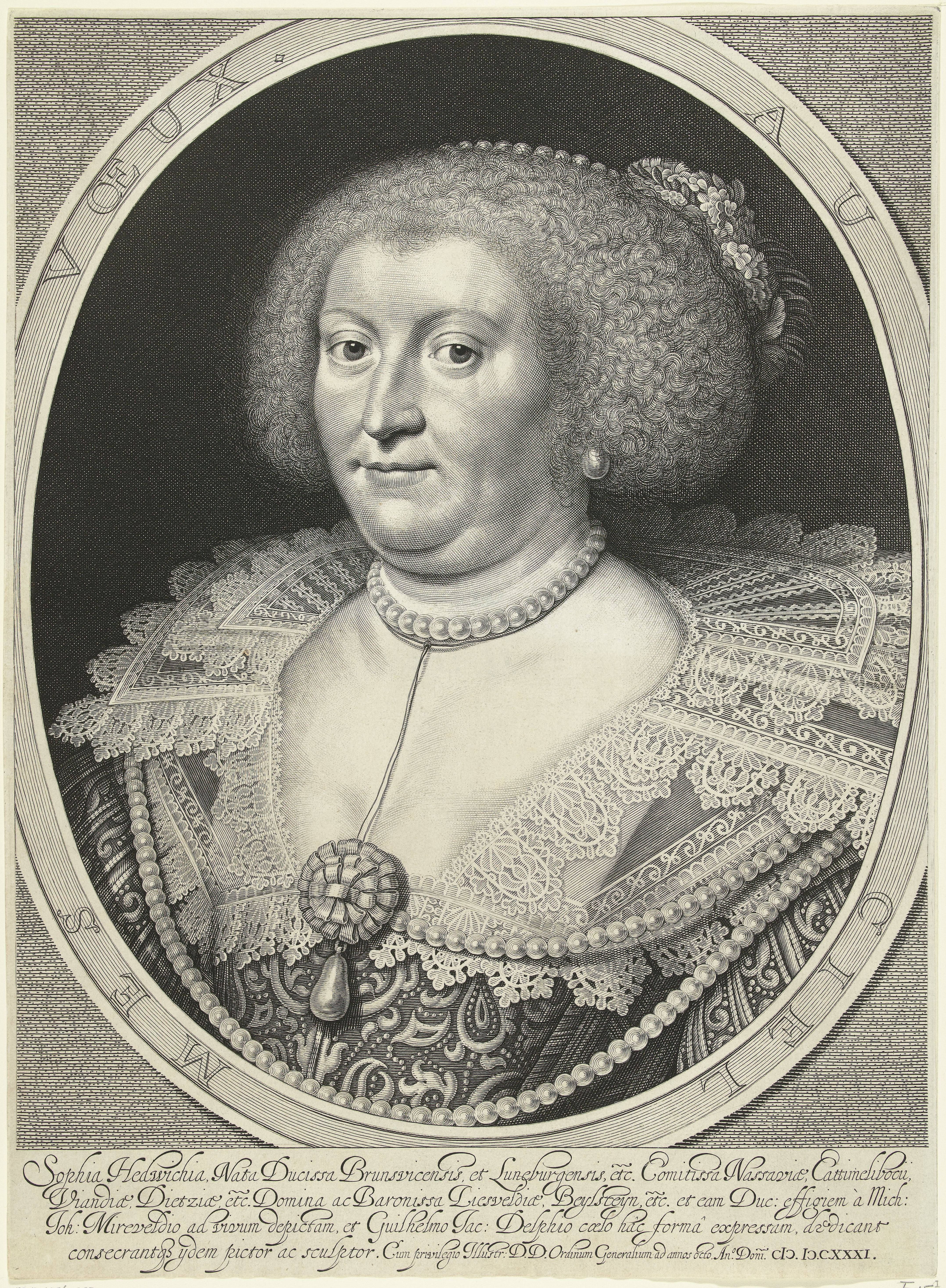
Sophie Hedwig von Braunschweig-Wolfenbüttel, um 1630

Sophie Hedwig von Braunschweig-Wolfenbüttel (* 20. Februar 1592 in Wolfenbüttel; † 23. Januar 1642 in Arnheim, Niederlande) war durch Heirat Gräfin von Nassau-Dietz.
Nachdem sie im Diezer Grafenschloss ihren Witwensitz genommen hatte, gelang es ihr während des Dreißigjährigen Krieges durch Verhandlungsgeschick bei Gesprächen mit Truppenkommandeuren Plünderungen und Einquartierungen in der Stadt Diez und der Diezer Grafschaft zu verhindern.

## Leben und Wirken
Ihre Eltern waren Herzog Heinrich Julius von Braunschweig-Wolfenbüttel (1564–1613) und Prinzessin Elisabeth von Dänemark (1573–1626), die älteste Tochter von König Friedrich II. von Dänemark.
Auch außerhalb ihres Grafschaftsgebietes machte sich Sophie Hedwig einen Namen. So wandte sie sich beispielsweise im Jahre 1633 an den schwedischen Kanzler Oxenstierna um Wiedergutmachung für Schäden zu erlangen, die kriegsbedingt in ihrer Grafschaft entstanden waren.
Innerhalb ihres Grafschaftsgebietes setzte sich Sophie Hedwig für die Landbevölkerung ein, indem sie etwa die Lebensmittel- und Wasserversorgung sicherstellte und der Landbevölkerung Schutz gewährte. Auch im Jahre 1635, als die Pest in Diez auftrat zeigte sich Sophie Hedwig hilfsbereit gegenüber den betroffenen Bevölkerungsteilen.
Bei allen Aktivitäten, die Sophie Hedwig, welche der reformierten Konfession angehörte, unternahm, kam ihr die Zusammenarbeit mit ihrem Schwager Fürst Johann Ludwig von Nassau-Hadamar, der wieder zum katholischen Glauben zurückgekehrt war, zugute.

## Nachkommen
Sophie Hedwig von Braunschweig-Wolfenbüttel heiratete am 8. Juni 1607 in Groningen den Grafen Ernst Casimir von Nassau-Dietz (1573–1632). Sie hatte zwar mehrere Kinder, jedoch erreichten nur zwei Söhne das Erwachsenenalter.
- Heinrich Casimir I. (1612–1640), gefallen
- Wilhelm Friedrich (1613–1664)

## Nachleben
Nach Sophie Hedwig wurde das staatliche Gymnasium in Diez benannt. Seit Mitte der 1990er Jahre trägt die Bildungsanstalt den Namen Sophie-Hedwig-Gymnasium, um der Gräfin über 400 Jahre nach ihrem Tode die gebührende Ehre zu erweisen. Die Zivilcourage Sophie Hedwigs wird auch heute noch von Historikern als große Tugend angesehen, die völlig zeitlos Vorbild für die Jugend sein soll. Die Benennung des Diezer Gymnasiums nach Sophie Hedwig erlangte dadurch ihre Rechtfertigung. Die in Diez geborene Schriftstellerin Anny Schaefer verfasst ein Festspiel: Diezer Festspiel: Sophie Hedwig, die Mutter des Volkes; zum 600jährigen Stadtjubiläum 1329 – 1929.
Auch eine Straße in der Grafenstadt Diez ist nach Sophie Hedwig benannt.